# Estepona
Estepona – miasto na wybrzeżu Costa del Sol w południowej Hiszpanii, w regionie Andaluzja. Należy do zachodniej części prowincji Malaga. Według INE w 2019 roku Estepona liczyła 68 286 mieszkańców, co czyni ją szóstą gminą w prowincji pod względem liczby ludności po Maladze, Marbelli, Mijas, Vélez-Málaga i Fuengiroli.
W mieście rozwinął się przemysł rybny, drzewny oraz stoczniowy.

## Atrakcje turystyczne
- tematyczne szlaki zwiedzania: szlak murali (ruta de murales)[3], szlak poezji (ruta de poesia)[4] gdzie znajduje się tablica z wierszem Wisławy Szymborskiej oraz szlak rzeźb (ruta de esculturas)[5]

## Plaże
Gmina Estepona ma ponad 20 kilometrów wybrzeża. Znajduje się tu 17 plaż miejskich, w tym centralnie położona i najdłuższa Playa de la Rada.